# 小高雄二
小高 雄二（おだか ゆうじ、1933年11月24日 - 2016年8月25日）は、日本の俳優。妻は女優の清水まゆみ。姪は女優の小高恵美。

## 来歴
1953年に俳優座養成所に入所(五期生で同期には平幹二朗らが居た。)、1956年に大映と契約し、映画『処刑の部屋』で俳優デビューした。1957年、日活は『陽の当たる坂道』に小高を起用すべく熱心に勧誘したことから、俳優座を退団して日活入社し、小高雄二の芸名で多くの作品に脇役として登場、『哀愁の高速道路』での主演を皮切りに、日活版の 『網走番外地』などでは主演を務めたが、1961年の『明日に向って突っ走れ』で主演して以降主演作は製作されなかった。1971年頃、病を理由に俳優から引退した。1979年の水曜スペシャル 燃えろ!石原裕次郎 芸能生活25周年記念にゲスト出演。1984年の映画『泪橋』ではカメオ出演している。2000年には夫人と共作で『いのち微笑む』を出版した。
日活の公式サイトによれば2016年に故人になったとされていたが、後に夫人が2016年8月25日に死亡したことを記した。

## 出演

### 映画

#### 小高尊名義
- 処刑の部屋 (1956年)
- 森は生きている (1956年)
- 東北の神武たち (1957年)

#### 小高雄二名義
- 陽のあたる坂道 (1958年)
- 風速40米 (1958年)
- 知と愛の出発 (1958年)
- 青い乳房 (1958年)
- 哀愁の高速道路 (1958年)、主演[9]
- 番街の狼 (1959年)
- 硫黄島 (1959年)
- 祈るひと (1959年)
- 網走番外地 (1959年)、主演[6]
- その壁を砕け (1959) 主演
- 非情な銃弾 (1959年)、主演[10]
- 男が爆発する (1959年)
- 若い川の流れ (1959年)
- 群集の中の太陽 (1959年)
- われらの時代 (1959年)
- 白い閃光 (1960年)、主演[11]
- 口笛が流れる港町 (1960年)
- 街に出た野獣 (1960年)、主演[12]
- 俺は欺されない (1960年)、主演[13]
- あじさいの歌 (1960年)
- 青年の樹 (1960年)
- 静かな脱獄者 (1960年)、主演
- 君は狙われている (1960年)、主演[14]
- 野郎！地獄へ行け (1960年)、主演[15]
- 一匹狼  (1960年)、主演[16]
- ある恋の物語 (1960年)、主演
- よせよ恋なんて (1960年)、主演
- コルトが背中を狙ってる (1960年)
- 錆びた鎖 (1960年)
- 波涛を越える渡り鳥 (1961年)
- 街から街へつむじ風 (1961年)
- 処刑前夜 (1961年)
- 無情の夢 (1961年) 主演
- 明日に向って突っ走れ (1961年)、主演
- 七人の挑戦者 (1961年)
- アラブの嵐 (1961年)
- 赤い荒野 (1961年)
- 散弾銃の男 (1961年)
- 拳銃横丁 (1961年)
- 大氷原 (1962年)
- 若いふたり (1962年)
- 殺人者を追え (1962年)
- 君恋し (1962年)
- 闇に消えた使者 (1962年)
- 愛と死のかたみ (1962年)
- 波止場の賭博師 (1963年)
- 虎の子作戦 (1963年)
- 真白き富士の嶺 (1963年)
- 結婚の條件(1963)
- 海の鷹 (1963年)
- 男の紋章　花と長脇差 (1964年)
- 殺人者を消せ (1964年)
- 抜き射ちの竜 拳銃の歌 (1964年)
- 拳銃残酷物語 (1964年)
- 河内ぞろ　どけち虫 (1964年)
- 河内ぞろ　喧嘩軍鶏 (1964年)
- あゝ青春の胸の血は (1964年)
- ギター抱えたひとり旅 (1964年)
- 黒い海峡 (1964年)
- 命しらずのろくでなし (1965年)
- あばれ騎士道 (1965年)
- 夜明けのうた (1965年)
- 三匹の野良犬 (1965年)
- 黒い賭博師 ダイスで殺せ (1965年)
- 刺青一代 (1965年)
- 河内ぞろ　あばれ凧 (1965年)
- マカオの竜 (1965年)
- 大空に乾杯 (1966年)
- 日本仁侠伝 血祭り喧嘩状 (1966年)
- 大巨獣ガッパ (1967年)
- 花を喰う蟲 (1967年)
- 夕笛  (1967年)
- 血斗 (1967年)
- 遊侠三国志 鉄火の花道 (1968年)
- あゝひめゆりの塔 (1969年)
- 青春の鐘 (1969年)
- 女の警察 (1969年)
- スパルタ教育くたばれ親父 (1970年)
- 土忍記 風の天狗 (1970年)
- 男の世界 (1971年)
- 甦える大地 (1971年)
- 関東流れ者 (1971年)
- 泪橋 (1983年)